# Kinnara

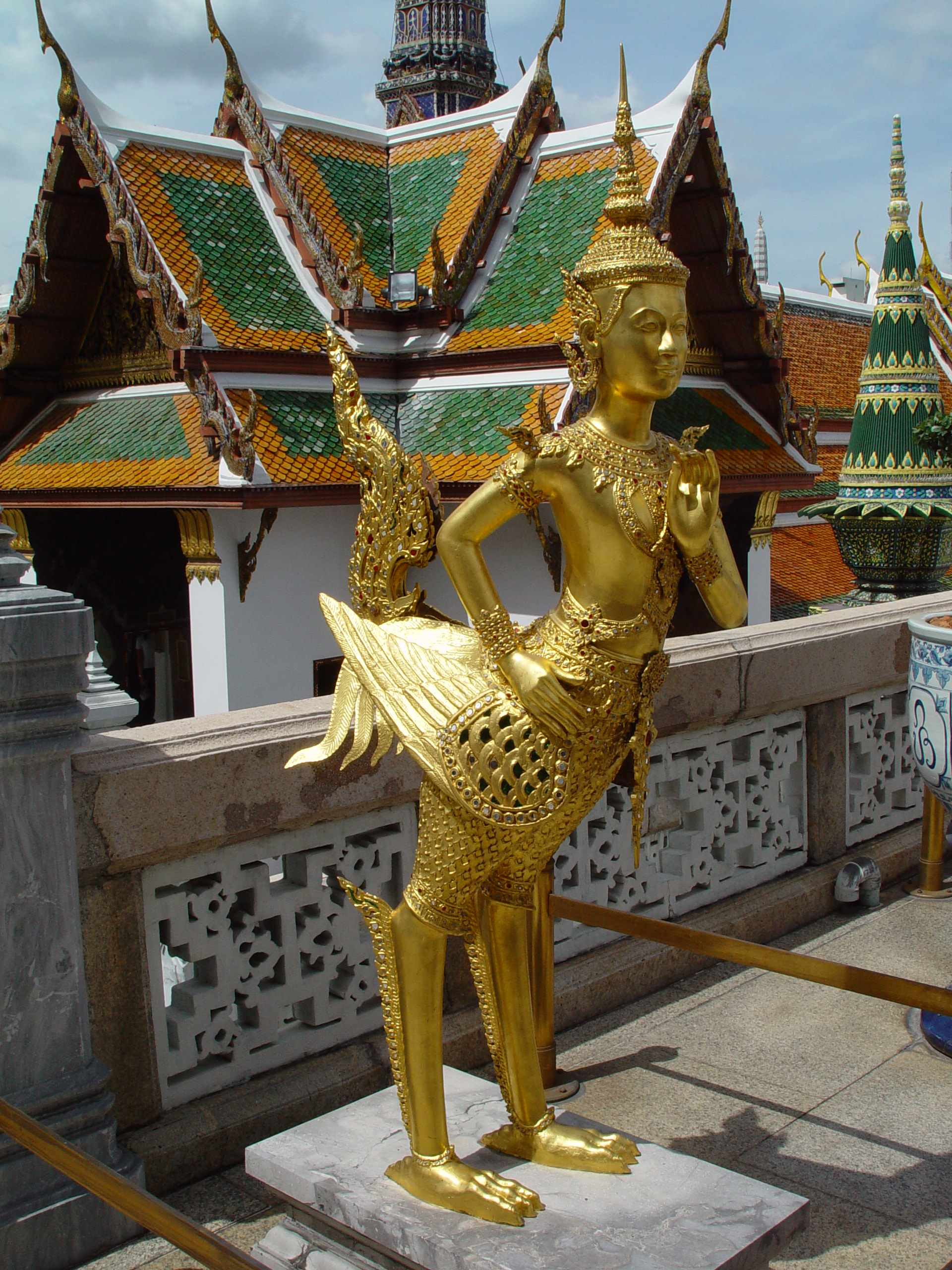
Postać kinnary w Wat Phra Kaew, w Bangkoku

Kinnara – nazwa na wpół-mitycznego plemienia opisywanego w literaturze wedyjskiej, które słynęło z doskonałych jeźdźców, być może związane z dzisiejszym rejonem Kinnaur w Himalajach. W późniejszym okresie przypisywano im nadnaturalne cechy, przedstawiając ich jako ludzi z głową konia (lub odwrotnie).
Niekiedy utożsamiani z jakszami, stąd Kubera, bóg skarbów, nazywany bywa "Kinnararadża", królem Kinnarów.
Obraz Kinnarów często, zwłaszcza poza Indiami, zlewa się z również wizerunkiem sąsiedniego plemienia himalajskiego, Gandharwów, słynnych jako wspaniali muzycy i kochankowie, czasem przedstawiani w postaci pół-ludzi, pół-ptaków. W krajach Azji południowo-wschodniej wizerunek kinnarów uległ pewnym przekształceniom. Bardzo częstym wyobrażeniem w świątyniach jest również forma żeńska, kinnari (język tajski: กินรี) przedstawiana jako kobieta ze skrzydłami i ogonem łabędzia. W świątyniach buddyjskich para kinnara-kinnari (symbol miłości) często bywa przedstawiana po obu stronach drzewa życia kalpataru.

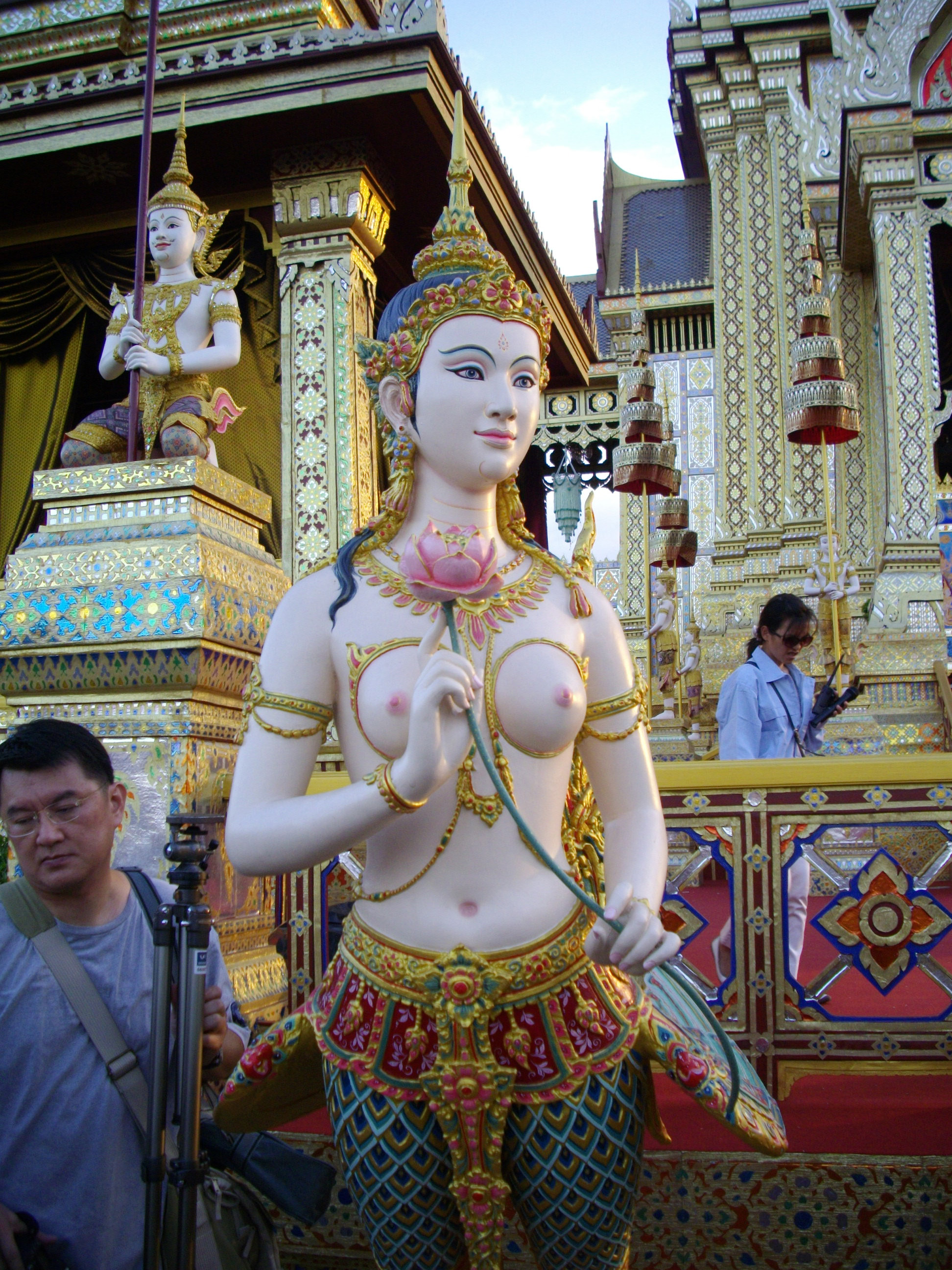
Posąg kinnari w Tajlandii